# VGA Saint-Maur US tennis de table
La section tennis de table de la VGA Saint-Maur est un club de tennis de table français. 
L'équipe masculine est champion de France de Pro B en 2011, ce qui la qualifie pour la montée en championnat de Pro A l'année suivante.

## Histoire du club
Le club a vu ses équipes fanions se hisser jusqu'à l'élite dans les années 80 pour l'équipe masculine (qui a aussi dans le passé terminé Vice-Champion de Superdivision derrière l'UTT Levallois en 1990 et 1991), la réserve masculine et l'équipe féminine en Nationale 2 puis 1 avec la création de la Superdivision en 1990. En 1991, après la deuxième place de l'équipe masculine, les dirigeants décident de retirer cette dernière de l'élite. Le club ne retrouvera l'élite que 21 ans plus tard après le sacre de la Pro B Masculine lors de la dernière journée de championnat.

## Pro B Hommes 2010-2011
- Christophe Bertin (FRA)
- Chen Yang
- Victorien Le Guen
- Tristan Flore

### Palmarès
- Vice-champion de France de première division en 1975, 1982, 1990 et 1991
- Champion de France de deuxième division en 1973 et 2011

## Bilan par saison
| Saison    | Championnat | Classement | Pts | J  | V  | N | D  | Pp | Pc | Diff |
| --------- | ----------- | ---------- | --- | -- | -- | - | -- | -- | -- | ---- |
| 2012-2013 | Pro A       | 8e         | 27  | 18 | 4  | 1 | 13 | 34 | 63 | -29  |
| 2011-2012 | Pro A       | 9e         | 25  | 18 | 2  | 3 | 13 | 26 | 63 | -37  |
| 2010-2011 | Pro B       | Champion   | 39  | 16 | 10 | 3 | 3  | 51 | 31 | +20  |
| 2009-2010 | Pro B       | 5e         | 35  | 18 | 6  | 5 | 7  | 49 | 51 | -2   |
| 2008-2009 | Pro B       | 4e         | 36  | 18 | 7  | 4 | 7  | 46 | 49 | -3   |
| 2007-2008 | Pro B       | 6e         | 31  | 16 | 6  | 3 | 7  | 42 | 46 | -4   |
| 2006-2007 | Pro B       | 8e         | 30  | 18 | 4  | 4 | 10 | -  | -  |      |

## Anciens joueurs
- Jacques Mommessin (N°19 Français) (1990)
- Nicolas Chatelain (N°11 Français) (1990)
- Thierry Cabrera (N°3 Européen) (1990)
- Olivier Marmurek (N°2 Français) (1990)